# Сахно Віктор Павлович
Віктор Павлович Сахно (нар. 1 грудня 1961, Київ, УРСР) — радянський та український футболіст, нападник. Майстер спорту. Виступав у вищих дивізіонах СРСР, Молдови та Росії.
Закінчив Одеський педагогічний інститут.

## Життєпис
Віктор Сахно — вихованець школи київського «Динамо» «Юний динамівець». Перший тренер — Євген Котельников.
Після закінчення школи прийнятий у дубль київського «Динамо». Однак незабаром лікарі виявили у нього проблеми з серцем і за наполяганням Валерія Лобановського покинув команду.
Деякий час виступав за дубль «Спартака» з Івано-Франківська, з 1981 року грав за клуб другої ліги «Авангард» (Рівне). Починав на позиції останнього захисника, але незабаром захворів один з нападників і Сахно поставили на його позицію. У нападі проявив себе забивним і вмілим гравцем, після чого продовжив виступати на позиції форварда.
Виступав на молодіжному турнірі «Переправа», де його помітили тренери декількох команд, в тому числі «Чорноморця» і харківського «Металіста». Сахно вибрав «Чорноморець», за який виступав у 1983—1985 роках у вищій лізі. У 1984 році в матчі чемпіонату СРСР проти тбіліського «Динамо» (4:1) зробив хет-трик.
У 1985 році, через необхідність служби в армії, перейшов в одеський СКА, який виступав у 2-й лізі. У команді відрізнявся якостями бомбардира — в 1987 році забив 21 м'яч, а в 1988 році — 28 м'ячів. У 1990 році перейшов у клуб «Заря (Бєльці)», де виступав декілька сезонів, в тому числі й у чемпіонаті Молдови.
У 1993 році перейшов у КАМАЗ, зіграв за нього 11 матчів у вищій лізі Росії і забив 2 м'ячі. Незабаром клуб продав його в Німеччину, в один з клубів оберліги. Однак на місці він виявився клубу не потрібен і був відданий в команду «Цейленрод».
Надалі Сахно грав за хмельницьке «Поділля» й аматорські команди України та Угорщини.
Після закінчення кар'єри Віктор Сахно очолював любительську команду «Ласуня» (Одеса), в 2001—2003 роках працював у тренерському штабі одеського «Чорноморця», а також тренував юнаків у школі «Чорноморця».